# Chirurgia toracica
La chirurgia toracica è una branca della chirurgia che si occupa di interventi su polmoni e altre grosse formazioni intratoraciche quali: esofago, trachea, grossi bronchi.
Differisce dalla cardiochirurgia in quanto non si interviene sul cuore o sull'aorta ascendente.

## Zone interessate
La chirurgia toracica interessa un'infinità di malformazioni, masse tumorali, traumi. Tra le più comuni e studiate dalla letteratura medica ritroviamo, a seconda del luogo originale:

### Parete toracica
- Petto escavato, l'età minima di intervento per possibili complicanze è calcolata a 5 anni[3], l'operazione consiste in una sterno-condroplastica o un intervento di Nuss
- Petto carenato, si avvale della resezione
- Sindrome di Poland, l'intervento chirurgico cambia a seconda della gravità espressa
- Schisi dello sterno, di elevata mortalità

### Pleura
- Pneumotorace, molti sono i tipi di interventi che si utilizzano in tale occasione
- Chilotorace, da procedere solo in caso in cui i trattamenti conservativi non risultano sufficienti, si utilizza la chiusura della breccia linfatica fino alla pleurodesi
- Empiema, raccolta di pus nello spazio pleurico, in tali casi si cerca di riportare alle condizioni normali il cavo pleurico, mediante trattamenti che in ultima istanza si utilizza la decorticazione pleurica
- Emotorace, a seconda delle perdite di sangue della persona cambia il tipo di intervento, che può consistere in una toracotomia
- Versamento pleurico secondario a patologia neoplastica, quando indicato il trattamento a scopo palliativo prevede la pleurodesi chimica

### Mediastino
La chirurgia toracica interessa il mediastino soprattutto per la cura di diverse sindromi:
- Sindrome della vena cava superiore
- Sindrome da compressione tracheale
- Sindrome disfagica
- Sindrome dispnoica
- Sindrome disfonica
- Sindrome di Bernard-Horner

Per tutte il trattamento chirurgico di scelta è l'exeresi (ovvero l'asportazione chirurgica dell'origine della sindrome, solitamente in questi casi di una massa tumorale)
- Mediastinite acuta suppurativa e mediastinite cronica (forma più rara), con una maediastinomia cervicale o parasternale si cerca di eliminare la causa dell'infezione con drenaggio e successiva riparazione chirurgica
- Struma intratoracico, tipicamente si utilizza l'exeresi del gozzo intratoracico, molto più raramente la sternotomia, ma necessaria se si riscontra la presenza di un carcinoma.
- Pneumomediastino, (ovvero presenza d'aria negli spazi vuoti del mediastino) suddivisa nelle tre forme: idiopatica, traumatica e spontanea-patologica. In tali casi il trattamento è solamente chirurgico, atto anche a impedire un possibile sviluppo dell'anomalia in mediastinite

### Trachea
La trachea è interessata da numerose malformazioni congenite (ovvero presenti dalla nascita) che tranne per l'agenesia della stessa, incurabile in quanto mortale alla nascita, sono previsti interventi chirurgici correttivi:
- Fistole esofago-tracheali, le malformazioni più frequenti a livello della trachea,[4] dove si asporta il tragitto fistoloso
- Diaframma a membrana, con asportazione
- Stenosi (si dividono in tre forme, l'ipoplasia generalizzata, stenosi a imbuto, stenosi segmentaria), la cui terapia cambia a seconda dell'età del soggetto, mentre negli adulti si opera con resezione della stenosi nei neonati dove non hanno ancora completa lo sviluppo della trachea si preferisce operare diversamente comportando dilatazioni endoscopiche.

### Polmoni
Nei polmoni oltre a malformazioni e masse tumorali vi sono molte affezioni che necessitano di interventi chirurgici
- Cisti broncogene
- Sequestro polmonare
- Ascesso polmonare, in seguito a drenaggio transtoracico (che a volte si rivela sufficiente) si provvede ad exeresi della porzione malata o lobectomia
- Enfisema, il cui trattamento chirurgico è previsto nei casi di aggravamento e sono di diversa specie, come per esempio la riduzione di volume chirurgica, endoscopica, la pleurodesi fino ad arrivare al trapianto polmonare
- Tubercolosi polmonare, per la quale sono possibili diverse forme di intervento: collassoterapia, toracoplastica e resezione.
- Bronchiectasia, viene trattata con exeresi che sopprime la dilatazione anomala

## Tipologia
- Collassoterapia, dove si forma uno pneumotorace (accumulo di aria nel cavo pleurico) a scopo terapeutico
- Pleurodesi, dove si forma un'aderenza fra le due forme di pleura (viscerale e parietale), utile ad esempio contro la sindrome di Marfan[5]

## Chirurgia toracica videoassistita
Esiste una forma particolare di chirurgia toracica che ne prevede in determinati casi (soprattutto per il trattamento di piccole e medie lesioni), la cui mortalità è registrata al 2% degli interventi.

## Possibili rischi
Data la natura delicata dell'intervento, ogni forma di chirurgia toracica dovrebbe essere utilizzata solo in fallimento di altre terapie di contenimento, diverse sono le possibili complicanze in seguito ad interventi fra cui deficit respiratori che in casi gravi portano alla morte del soggetto, dove studi hanno dimostrato attestarsi intorno al 4% dei casi.

## Elenco Scuole di Specializzazione in Italia (di durata pari a 5 anni)
- Università di Bari (con le sedi aggregate dell'Università Gabriele d'Annunzio di Chieti, dell'Università di Foggia e dell'Università degli Studi dell'Aquila)
- Università di Messina (con le sedi aggregate dell'Università di Catania e dell'Università di Palermo)
- Università di Milano (con le sedi aggregate dell'Università di Pavia e dell'Università degli Studi dell'Insubria)
- Università San Raffaele di Milano
- Università Cattolica del Sacro Cuore di Milano
- Università di Modena e Reggio Emilia (con le sedi aggregate dell'Università Politecnica delle Marche di Ancona, dell'Università di Bologna[8] e dell'Università di Parma)
- Seconda Università degli Studi di Napoli (con la sede aggregata dell'Università di Napoli "Federico II")
- Università di Padova (con la sede aggregata dell'Università di Verona[9])[10]
- Università di Pisa (con le sedi aggregate dell'Università di Firenze e dell'Università di Siena)
- Università di Roma "La Sapienza"[11] (con le sedi aggregate dell'Università di Cagliari, dell'Università di Perugia, dell'Università di Roma Tor Vergata e dell'Università di Sassari)
- Università di Torino (con la sede aggregata dell'Università di Genova)